# Остемір
Остемі́р (каз. Өстемір) — село у складі Талгарського району Алматинської області Казахстану. Входить до складу Нуринського сільського округу.
До 1999 року село називалось Мирне.
Населення — 1735 осіб (2021; 1763 у 2009, 1448 у 1999, 1642 у 1989).